# John Hume
John Hume (Derry, 18 gennaio 1937 – Derry, 3 agosto 2020) è stato un politico britannico, nazionalista irlandese, è considerato una delle figure più importanti nella storia recente dell'Irlanda del Nord e uno dei principali artefici della costruzione del processo di pace in quella regione. Fondatore e leader del Partito Socialdemocratico e Laburista (SDLP), nel 1998 ricevette insieme a David Trimble, il premio Nobel per la pace con la seguente motivazione: «il loro impegno nell'accordo di pace per il Nord Irlanda e per il loro sforzo per trovare una soluzione politica nella tormentata provincia»..
È stato anche membro del Parlamento europeo e membro del Parlamento del Regno Unito, nonché membro dell'Assemblea dell'Irlanda del Nord.
Nel 2012, Papa Benedetto XVI ha nominato Hume Commendatore dell'Ordine Pontificio di San Gregorio Magno. È stato nominato "Il più grande d'Irlanda" in un sondaggio pubblico del 2010 dell'emittente nazionale irlandese RTÉ come la più grande personalità nella storia dell'Irlanda.

## Biografia

### Primi anni di vita e istruzione
John Hume è nato nel 1937 a Derry, nell'Irlanda del Nord, figlio di un operaio di un cantiere navale. Visse in circostanze modeste e, da bambino cattolico e irlandese, fin dalla tenera età dovette affrontare l'oppressione dei cattolici irlandesi da parte dei protestanti, che hanno le loro radici in Gran Bretagna. Ha studiato presso l'Università Nazionale, dove ha conseguito il Master of Arts, poi andò come studente di ricerca presso il Trinity College, Cambridge; allo stesso tempo è stato uno studente in visita presso il Center of International Affairs dell'Università di Harvard. John Hume divenne quindi insegnante e iniziò il lavoro politico negli anni '60, sostenendo l'interesse pubblico.

### Attività politica
Nel 1968 John Hume divenne leader del movimento per i diritti civili a Derry, un anno dopo fu eletto candidato indipendente al Parlamento dell'Irlanda del Nord. Nel 1970, lui e altri colleghi hanno fondato l'SLDP. Con il suo programma, che lavora per una riunificazione dell'Irlanda senza violenza, posizionandosi tra il Partito Unionista dell'Ulster protestante-unionista (UUP) e il Sinn Féin cattolico-repubblicano affiliato all'IRA. Dopo lo scioglimento del governo dell'Irlanda del Nord e del Parlamento dell'Irlanda del Nord da parte del governo centrale di Londra nel 1972 e il voto boicottato dai cattolici sulla futura nazionalità dell'Irlanda del Nord, nel 1973 fu eletta una nuova assemblea regionale, in cui fu incluso anche John Hume. Il nuovo governo regionale con diritti limitati, che per la prima volta comprendeva anche rappresentanti della minoranza cattolica, offrì a Hume per un breve periodo la carica di ministro del commercio. Tuttavia, l'assemblea regionale e il governo furono nuovamente sciolti nel 1974 a seguito di uno sciopero dei protestanti estremisti.
A Derry, John Hume ha fondato l'Inner City Trust, una fondazione composta da rappresentanti sia cattolici che protestanti e che si prefiggeva l'obiettivo di eliminare la distruzione a volte massiccia nel centro di Derry a causa della guerra civile. È stato anche in grado di garantire che il sindaco della roccaforte dell'SDLP di Derry fosse nominato da un partito diverso rappresentato nel consiglio comunale ogni anno.
Dal 1979 al 2004 John Hume è stato membro del Parlamento europeo a Bruxelles, dove è stato particolarmente attivo nella commissione per la pianificazione regionale e nell'Assemblea paritetica dell'Unione europea e dei paesi ACP, ovvero i paesi in via di sviluppo dell'Africa, i Caraibi e il Pacifico. È anche diventato copresidente del Gruppo Interparlamentare sulle Minoranze Culturali e Linguistiche. Nel 1979 Hume divenne leader del Partito Social Democratico e Laburista. Il suo progetto, avviato nel 1982 con l'istituzione del Forum dell'Irlanda del Nord, per promuovere l'unificazione dell'Irlanda del Nord con la Repubblica irlandese, fallì a causa del partito repubblicano Sinn Féin. Nel 1983 entrò a far parte del parlamento britannico, eletto alla Camera dei comuni, dove ha rappresentato il collegio elettorale di Foyle fino al 2005.

#### Processo di pace con l'IRA

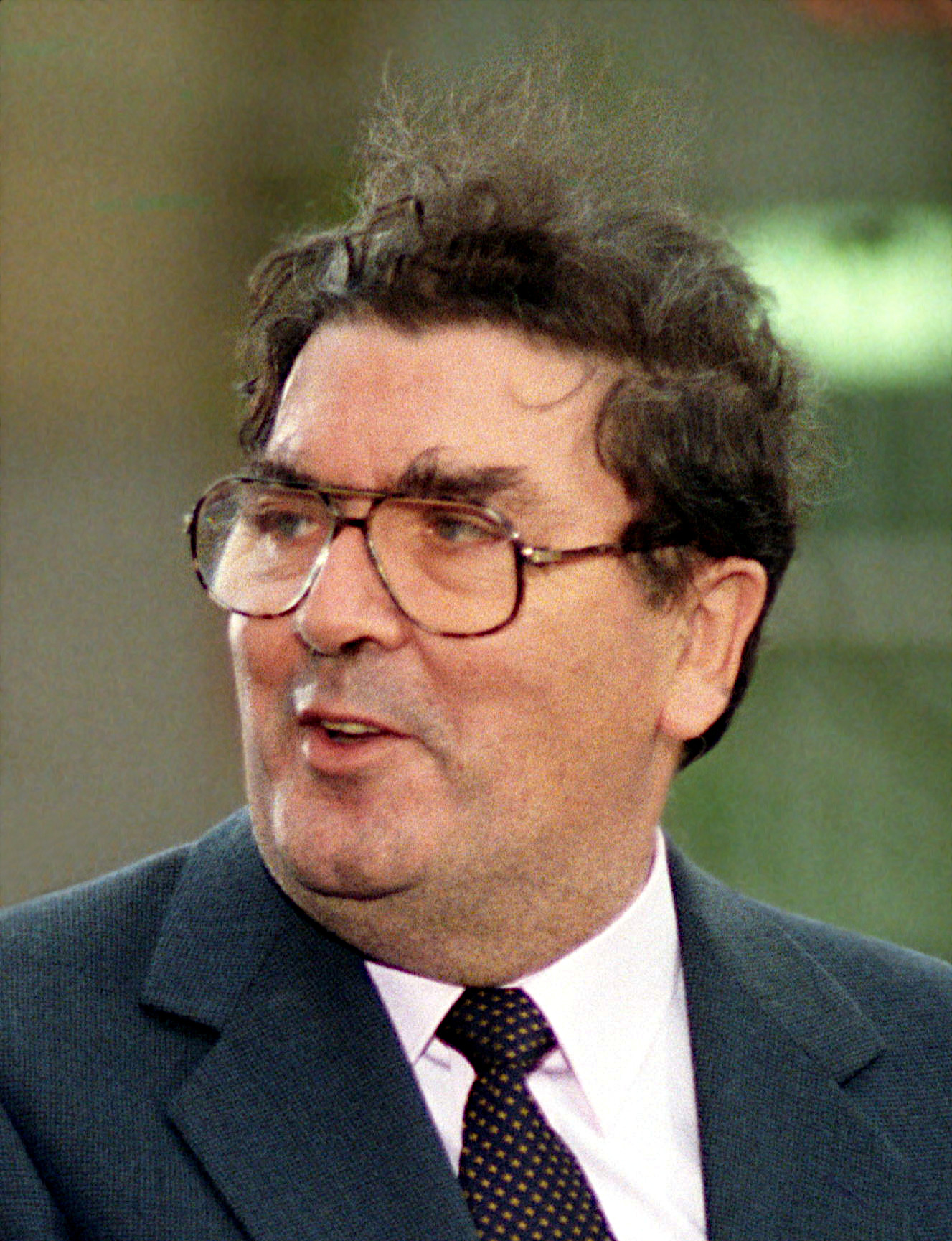
John Hume nel 1995

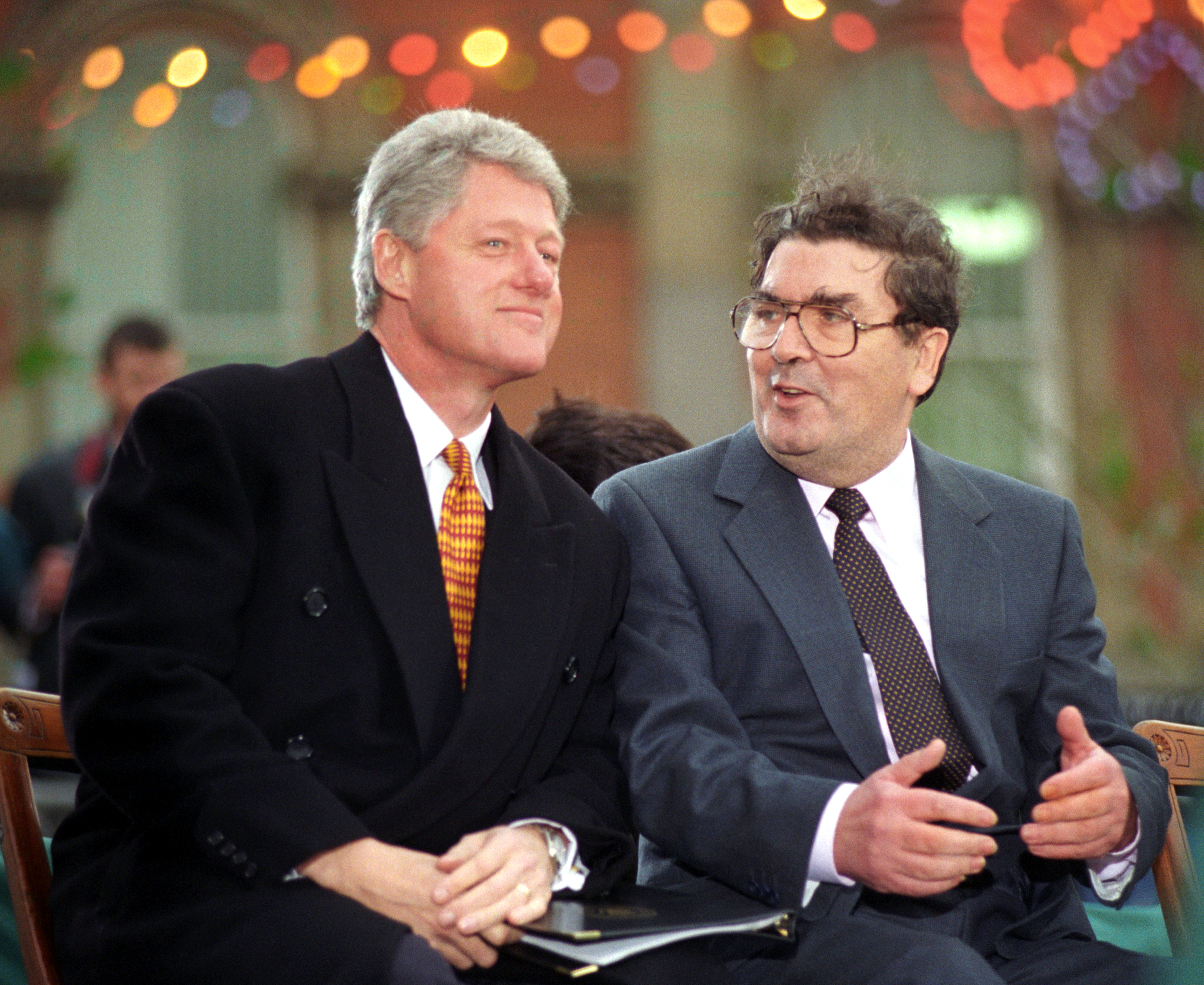
Il presidente degli Stati Uniti Bill Clinton e John Hume leader dell'SDLP, 30 novembre 1995.

La sua disponibilità a parlare con il partito Sinn Féin e l'organizzazione clandestina dell'IRA suscitò scalpore nel 1985. Tuttavia, i suoi colloqui con il presidente dello Sinn Féin Gerry Adams hanno contribuito a un graduale processo di pace che è culminato in un cessate il fuoco incondizionato dell'IRA nel 1994, che è stato mantenuto per 18 mesi.
Nel 1998, il primo ministro britannico Tony Blair e il taoiseach irlandese Bertie Ahern hanno elaborato un piano di pace per l'Irlanda del Nord, in cui Hume ha svolto un ruolo chiave. Questo divenne noto come l'accordo del Venerdì Santo. Il 15 agosto, un attentato dinamitardo ha scosso Omagh con 25 morti da parte di un gruppo scissionista dell'IRA, i piani di pace sono stati rinnovati e la pace è stata rassicurata dal sostegno mondiale agli sforzi di pace e dal rifiuto di ulteriori violenze da parte di tutti i partiti. Il 10 dicembre, John Hume e David Trimble, presidente del Partito Unionista dell'Ulster, hanno ricevuto il Premio Nobel per la pace per i loro intensi sforzi nel processo di pace in Irlanda del Nord. Nel 2004, John Hume annunciò che si sarebbe ritirato completamente dalla politica e nel 2005 cedette la presidenza del partito e il mandato parlamentare a Londra a Mark Durkan.

### Morte
Hume è morto nelle prime ore del 3 agosto 2020 in una casa di cura a Derry, all'età di 83 anni. Alla sua morte, l'ex leader laburista e primo ministro Tony Blair ha dichiarato: "John Hume era un titano politico; un visionario che si rifiutava di credere che il futuro dovesse essere uguale al passato". Il Dalai Lama ha dichiarato su Twitter: "La profonda convinzione di John Hume nel potere del dialogo e dei negoziati per risolvere i conflitti era incrollabile... Sono stati la sua leadership e la sua fede nel potere dei negoziati che hanno permesso all'Accordo del Venerdì Santo del 1998 di essere raggiunto. La sua costante perseveranza è un esempio da seguire per tutti noi."

## Riconoscimenti
Oltre al Nobel, fu insignito di altri tre prestigiosi riconoscimenti internazionali sul tema della pace: il premio Gandhi, il premio Martin Luther King e il Premio Colombe d'Oro per la Pace (1997).
Gli venne inoltre conferita la cittadinanza onoraria di Palermo.